# Баланта, Кевин
Ке́вин Алекса́ндер Бала́нта Лукуми́ (исп. Kevin Alexander Balanta Lucumí; род. 28 апреля 1997 года, Эль-Пальмар, Колумбия) — колумбийский футболист, полузащитник мексиканского клуба «Тихуана». Выступал за сборную Колумбии. Участник Олимпийских игр 2016 года в Рио-де-Жанейро.

## Клубная карьера
Баланта — воспитанник клуба «Депортиво Кали». 14 сентября 2014 года в матче против «Депортиво Пасто» он дебютировал в Кубке Мустанга. В том же году Борре стал победителем Суперлиги Колумбии.

## Международная карьера
В 2013 году в составе юношеской сборной Колумбии Кевин принял участие в юношеском чемпионате Южной Америки в Аргентине. На турнире он сыграл в матче против команды Аргентины.
9 сентября 2015 года в товарищеском матче против сборной Перу Баланта дебютировал за сборную Колумбии.
Летом 2016 года Баланта в составе олимпийской сборной Колумбии принял участие в Олимпийских играх в Рио-де-Жанейро. На турнире он сыграл в матчах против команд Швеции, Японии и Нигерии.
В 2017 года Баланта в составе молодёжной сборной Колумбии принял участие в молодёжного чемпионата Южной Америки в Эквадоре. На турнире он сыграл в матчах против команд Парагвая, Чили, Аргентины, Бразилии, а также дважды Эквадора.

## Достижения
Командные
 «Депортиво Кали»
- Победитель Суперлиги Колумбии — 2014